# Systemy niepozycyjne
Systemy niepozycyjne to metody zapisywania liczb (in. systemy liczbowe) w taki sposób, że znaczenie cyfry (wartości) jest niezależne od zajmowanej pozycji w liczbie (na przykład system rzymski).